# 氯化三茂镎
氯化三茂镎是一种锕系元素金属有机化合物，有放射性，化学式为Np(C5H5)3Cl，其中镎为+4价。

## 制备
该化合物可由铀的化合物238UCp3Cl经衰变，得到239UCp3Cl，放出β射线后得到239NpCp3Cl。
化学合成法可用三氯化镎和二茂铍在60 °C反应得到：
8NpCl3 + 9 Cp2Be → 6 NpCp3Cl + 2 Np + 9 BeCl2
四氯化镎和KCp在甲苯溶液中反应得到NpCp4，NpCp4和氯化铵反应，也能得到NpCp3Cl。

## 性质
该化合物在乙醚中和钠汞齐反应，生成一乙醚合三茂镎（NpCp3·Et2O）。和NpCp3Cl在四氢呋喃中用萘钾于66 °C还原，得到NpCp3·THF；用KCp在四氢呋喃中反应，得到K[NpCp4]配合物。